# Die abhandene Welt
Pour plus de détails, voir Fiche technique et Distribution.
Die abhandene Welt est un film dramatique allemand réalisé par Margarethe von Trotta et sorti en 2015.

## Synopsis
Paul Kromberger trouve sur Internet la photo de la chanteuse Caterina Fabiani, qui ressemble beaucoup à sa femme Evelyn, décédée un an plus tôt. Comme il rêve souvent de sa femme, il envoie sa fille Sophie à New York, où Caterina se produit à l'opéra, pour savoir s'il existe des liens de parenté avec elle. Caterina se montre d'abord hostile. Avec l'aide de Philip, l'agent de Caterina, Sophie parvient à localiser la mère de Caterina, Rosa, dans une maison de retraite et à lui rendre visite. Après la visite, Rosa, démente, est complètement bouleversée et refuse de manger. Par la suite, Caterina abandonne son attitude de refus.
Peu à peu, on découvre qu'Evelyn était enceinte de Paul avant son mariage. Il a exigé qu'elle avorte de l'enfant, puisqu'il n'était pas le père. Evelyn a prétendu suivre une formation de chant à Rome pendant que Paul restait en Allemagne, et a accouché en secret de Caterina. Rosa a ensuite élevé l'enfant comme sa fille. Evelyn retourna en Allemagne, épousa Paul et eut une fille, Sophie. Lors de leur voyage à New York, Philip et Sophie tombent amoureux. Elle parvient à faire en sorte que Caterina se rende en Allemagne pour rencontrer Paul et, avec l'aide de Sophie, elle veut finalement découvrir qui est réellement son père. Chez Orlov, ils sont d'abord sur la mauvaise piste. Ralf, le frère de Paul, qui a rencontré Evelyn en secret pendant des années et lui a écrit des lettres, est le père de Caterina. C'est d'abord un choc, mais tout le monde finit par s'asseoir à la même table et boire à la santé du passé et de l'avenir.

## Fiche technique
- Titre original allemand : Die abhandene Welt[1] (litt. « le monde perdu »)
- Réalisateur : Margarethe von Trotta
- Scénario : Margarethe von Trotta
- Photographie : Axel Block (de)
- Montage : Bettina Böhler
- Musique : Sven Rossenbach (de), Florian van Volxem (de)
- Production : Markus Zimmer
- Sociétés de production : Clasart Film- und Fernsehproduktionsgesellschaft mbH (Munich)
- Pays de production :  Allemagne
- Langues originales : allemand
- Format : couleurs
- Durée : 101 minutes
- Genre : drame
- Dates de sortie :
  - Allemagne : 13 février 2015 (Berlinale 2015) ; 7 mai 2015 (sortie nationale)

## Distribution
- Barbara Sukowa : Caterina Fabiani / Evelyn Kromberger
- Katja Riemann : Sophie
- Matthias Habich : Paul Kromberger
- Gunnar Möller : Ralf Kromberger
- Karin Dor : Rosa
- Robert Seeliger : Philip
- August Zirner (en) : Georg
- Rüdiger Vogler : Orlov
- Tom Beck : Florian
- Arne Jansen : Piet

## Accueil critique
Le Lexikon des internationalen Films a jugé que von Trotta reprenait « le thème des sœurs de ses films précédents » et le développait en « empruntant des motifs de fantômes et de doubles ainsi qu'une intrigue d'investigation pour en faire un drame familial ».